# Akhmedabad (ort i Azerbajdzjan, Sabirabad)
Akhmedabad är en ort i Azerbajdzjan.   Den ligger i distriktet Sabirabad Rayonu, i den sydöstra delen av landet, 120 kilometer väster om huvudstaden Baku. Antalet invånare är 2 460.
Terrängen runt Akhmedabad är mycket platt. Närmaste större samhälle är Sabirabad, 12,1 kilometer väster om Akhmedabad.
Trakten runt Akhmedabad består till största delen av jordbruksmark. Runt Akhmedabad är det ganska tätbefolkat, med 78 invånare per kvadratkilometer.